# Godfrey Lushington
Godfrey Lushington (8 mars 1832 - 5 février 1907) est un fonctionnaire britannique. Promoteur de la réforme pénitentiaire, Lushington est sous-secrétaire d'État permanent au ministère de l'Intérieur du Royaume-Uni de 1886 à 1895.

## Biographie
Lushington est né à Westminster, Londres, en 1832 de Stephen et Sarah Grace (née Carr) Lushington; son frère jumeau est Vernon Lushington, un juge de cour de comté. Formé à la Rugby School et au Balliol College d'Oxford, il obtient son diplôme en 1854 et est président de l'Oxford Union en 1853-1854 et est élu Fellow de All Souls en 1854. Deux ans plus tard, en 1856, il écrit un "essai plutôt cinglant sur son Alma Mater" dans The Oxford and Cambridge Magazine .
En 1865, il épousa Beatrice Anne Shore Smith (1835-1914), fille de l'avocat Samuel Smith et petite-fille de William Smith. Elle est également cousine de Florence Nightingale et de Barbara Bodichon .
Avec son frère Vernon, il prône la philosophie positiviste, motivé par les idées d'Auguste Comte. Partisan des mouvements ouvriers, lui et ses collègues intellectuels positivistes Anthony John Mundella, Edward Spencer Beesly, Henry Crompton et Frederic Harrison jouent un rôle de premier plan dans l'acceptation de la légitimité syndicale.
Influencé par Frederick Denison Maurice, Lushington rejoint son frère, et Frederic Harrison, en tant qu'enseignant au Working Men's College, et devient bienfaiteur et membre de la corporation dirigeante du Collège.
Il devient sous-secrétaire d'État permanent au ministère de l'Intérieur en 1885 et est fait chevalier en 1892. Pendant son mandat au ministère de l'Intérieur, les meurtres de Whitechapel retiennent l'attention et l'imagination ,.
Il prend sa retraite de la fonction publique en 1895 et devient conseiller municipal du London County Council, poste occupé jusqu'en 1898, date à laquelle il devient l'un des délégués du gouvernement britannique au Congrès anti-anarchiste de Rome (24 novembre au 21 décembre 1898) avec Sir Philip . Currie et Sir C. Howard Vincent.
Après sa retraite, Lushington témoigne devant le Comité Gladstone sur la réforme pénitentiaire : « Je considère comme défavorable à la réforme le statut d'un prisonnier tout au long de sa carrière ; l'écrasement du respect de soi, la privation de tout instinct moral qu'il peut posséder, l'absence de toute possibilité de faire ou de recevoir une gentillesse, l'association continuelle de seuls criminels, le travail forcé et la privation de toute liberté. Je crois que la vraie méthode pour réformer un homme, pour le rendre à la société, est exactement dans le sens opposé à tout cela.